# Кі-Вест
Кі-Вест (англ. Key West) — місто (англ. city) в США, в окрузі Монро штату Флорида. Населення — 26 444 особи (2020).

## Географія
За даними Бюро перепису населення США в 2010 році місто мало площу 18,76 км², з яких 14,47 км² — суходіл та 4,29 км² — водойми.

### Клімат
Місто знаходиться у зоні, котра характеризується кліматом тропічних саван. Найтепліший місяць — липень із середньою температурою 29.2 °C (84.5 °F). Найхолодніший місяць — січень, із середньою температурою 20.7 °С (69.3 °F).
| Клімат Кі-Веста         | Клімат Кі-Веста | Клімат Кі-Веста | Клімат Кі-Веста | Клімат Кі-Веста | Клімат Кі-Веста | Клімат Кі-Веста | Клімат Кі-Веста | Клімат Кі-Веста | Клімат Кі-Веста | Клімат Кі-Веста | Клімат Кі-Веста | Клімат Кі-Веста | Клімат Кі-Веста |
| Показник                | Січ.            | Лют.            | Бер.            | Квіт.           | Трав.           | Черв.           | Лип.            | Серп.           | Вер.            | Жовт.           | Лист.           | Груд.           | Рік             |
| Абсолютний максимум, °C | 30              | 29,4            | 31,1            | 32,2            | 32,8            | 34,4            | 35              | 35              | 35              | 33,9            | 31,7            | 30              | 35              |
| Середній максимум, °C   | 23,5            | 24,4            | 25,7            | 27,4            | 29,4            | 31              | 31,8            | 31,9            | 31,1            | 29,2            | 26,6            | 24,4            | 28,1            |
| Середня температура, °C | 20,7            | 21,7            | 22,9            | 24,7            | 26,8            | 28,5            | 29,2            | 29,2            | 28,4            | 26,8            | 24,3            | 21,9            | 25,4            |
| Середній мінімум, °C    | 17,9            | 18,9            | 20,2            | 22              | 24,3            | 26              | 26,6            | 26,4            | 25,8            | 24,4            | 22,1            | 19,4            | 22,8            |
| Абсолютний мінімум, °C  | 5               | 7,2             | 8,3             | 8,9             | 17,8            | 20              | 20,6            | 20              | 20,6            | 15,6            | 9,4             | 6,7             | 5               |
| Норма опадів, мм        | 50.8            | 38.1            | 53.3            | 53.3            | 76.2            | 104.1           | 91.4            | 137.2           | 170.2           | 124.5           | 58.4            | 55.9            | 1010.9          |
| Днів з опадами          | 6,2             | 5,3             | 5,8             | 4,5             | 7,2             | 11              | 11,7            | 14,2            | 16,2            | 11,3            | 6,6             | 6,4             | 106,4           |
| Днів з дощем            | 6               | 6               | 5               | 5               | 8               | 11              | 12              | 14              | 16              | 11              | 7               | 7               | 108             |
| Вологість повітря, %    | 76.7            | 76              | 74.1            | 71.9            | 72.9            | 74.6            | 73.1            | 73.1            | 76.4            | 76.2            | 75.1            | 77.4            | 74.8            |
| ----------------------- | --------------- | --------------- | --------------- | --------------- | --------------- | --------------- | --------------- | --------------- | --------------- | --------------- | --------------- | --------------- | --------------- |
| Джерело: Weatherbase    |                 |                 |                 |                 |                 |                 |                 |                 |                 |                 |                 |                 |                 |

## Демографія

### Перепис 2010
Згідно з переписом 2010 року, у місті мешкало 24 649 осіб у 10 929 домогосподарствах у складі 5142 родин. Густота населення становила 1314 осіб/км².  Було 14107 помешкань (752/км²).
Расовий склад населення:
| - 83,8 % — білих - 9,7 % — чорних або афроамериканців - 1,6 % — азіатів - 0,4 % — корінних американців - 0,2 % — вихідців з тихоокеанських островів - 2,2 % — осіб інших рас |

До двох чи більше рас належало 2,1 %. Частка іспаномовних становила 21,2 % від усіх жителів.
За віковим діапазоном населення розподілялося таким чином: 14,5 % — особи молодші 18 років, 72,7 % — особи у віці 18—64 років, 12,8 % — особи у віці 65 років та старші. Медіана віку мешканця становила 41,5 року. На 100 осіб жіночої статі у місті припадало 124,1 чоловіків;  на 100 жінок у віці від 18 років та старших — 127,4 чоловіків також старших 18 років.
Середній дохід на одне домашнє господарство  становив 79 222 долари США (медіана — 57 042), а середній дохід на одну сім'ю — 91 270 доларів (медіана — 63 072). Медіана доходів становила 39 011 долар для чоловіків та 36 595 доларів для жінок. За межею бідності перебувало 12,9 % осіб, у тому числі 12,2 % дітей у віці до 18 років та 12,9 % осіб у віці 65 років та старших.
Цивільне працевлаштоване населення становило 13 451 особа. Основні галузі зайнятості: мистецтво, розваги та відпочинок — 32,3 %, освіта, охорона здоров'я та соціальна допомога — 11,2 %, роздрібна торгівля — 11,1 %.

### Перепис 2000
За даними перепису 2000 року,
на території муніципалітету мешкало 25478 людей, було 11016 садиб та 5463 сімей.
Густота населення становила 1654,5 осіб/км². Було 13306 житлових будинків.
Чоловіки мали дохід 30 967 доларів, жінки — 25 407 доларів.
Дохід на душу населення був 26 316. доларів.
Приблизно 5,8% родин та 10,2% населення жили за межею бідності.
Серед них осіб до 18 років було 11,5%, і понад 65 років — 11,3%.
Середній вік населення становив 39 років.

## В художній літературі
Джеймс Гедлі Чейз: «Погані вісті від ляльки».